# Un pasteur
Pour plus de détails, voir Fiche technique et Distribution.
Un pasteur est un film documentaire français réalisé par Louis Hanquet, présenté au festival international de programmes audiovisuels documentaires de Biarritz en 2024 et dont il a reçu le grand prix documentaire national.

## Synopsis

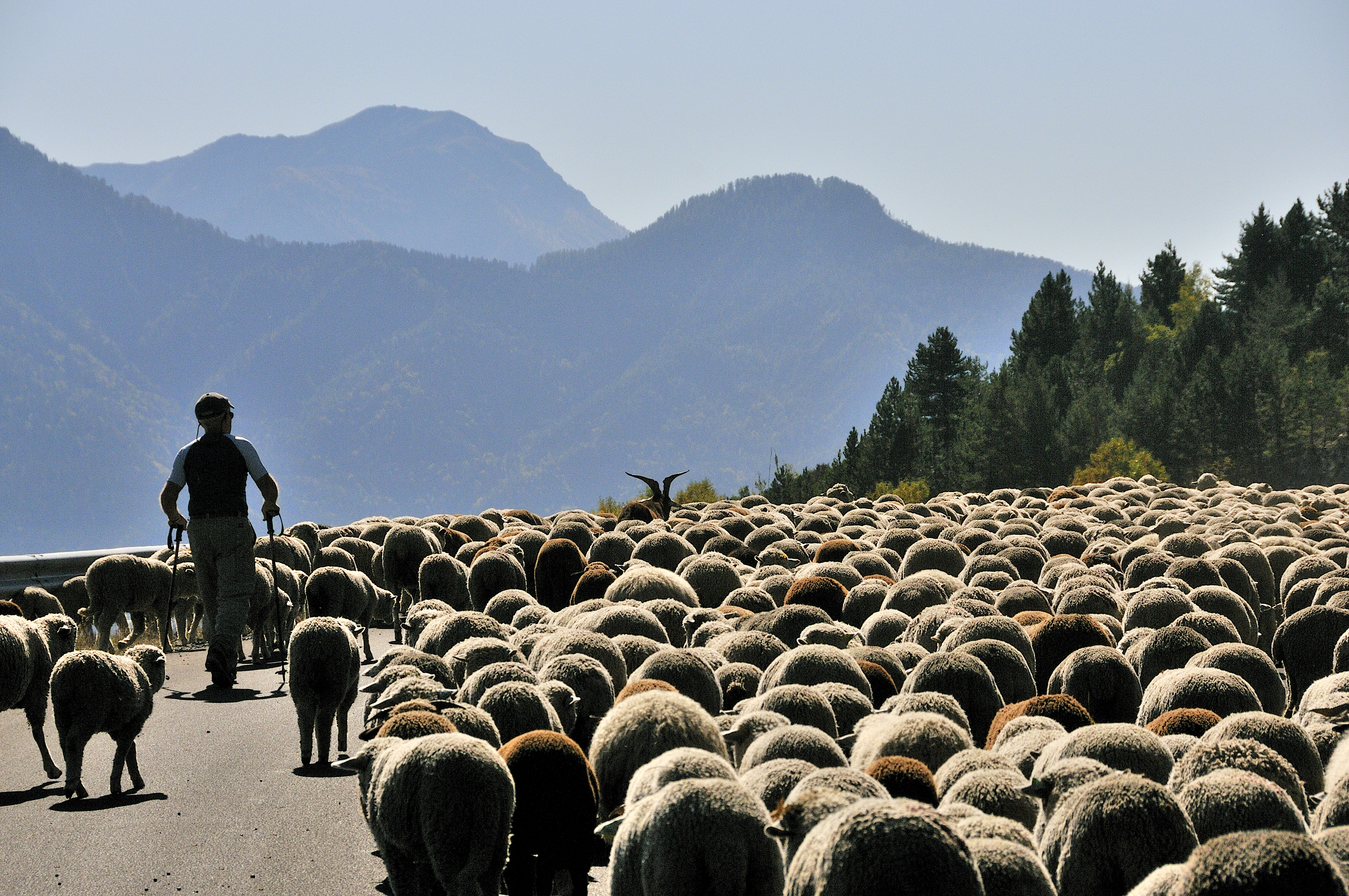
Transhumance alpine

Le jeune Félix a choisi le dur métier de berger et l'exerce dans les pâturages au milieu des plus hauts sommets du département français des Hautes-Alpes, à l'écart du monde civilisé. Arpentant, en solitaire, ces montagnes, il veille sur son troupeau de moutons. 
Le film présente ses pérégrinations durant des mois dans un monde très austère et sauvage. L’environnement y est rude et il doit se méfier des aléas climatiques mais aussi du loup, un terrible prédateur qui rode autour de son troupeau.

## Le berger
Félix est un jeune berger à la chevelure blonde, vivant au milieu de son troupeau de brebis et qui parle peu. Celui-ci a accepté que le réalisateur Louis Hanquet l'accompagne pour tenter de comprendre comment se déroule le cours de sa vie solitaire dans les alpages.

## Fiche technique
- Titre français : Un pasteur
- Réalisation : Louis Hanquet
- Scénario : Louis Hanquet
- Production: Little Big Story / France 3 Auvergne-Rhône-Alpes
- Producteurs: Valérie Montmartin
- Photo : Louis Hanquet
- Son : Elton Rabineau / Cyprien Vidal / Olivier Chane
- Montage : Tania Goldenberg / Agathe Hervieu
- Musique : Julien Ribot
- Pays d'origine : France
- Format :
- Genre : documentaire
- Durée : 71 minutes
- Date de sortie : 2024

## Distinctions
- 2024 Grand prix documentaire national du Festival international de programmes audiovisuels documentaires de Biarritz (FIPADOC) 2024[4].
- 2024 Prix SACEM de la musique originale pour Julien Ribot[5].
- 2024 Genziana d’oro Miglior film - Gran Premio "Città di Trento" au Trento Film Festival[6].